# Chiesa di Santa Brigida (Roma)

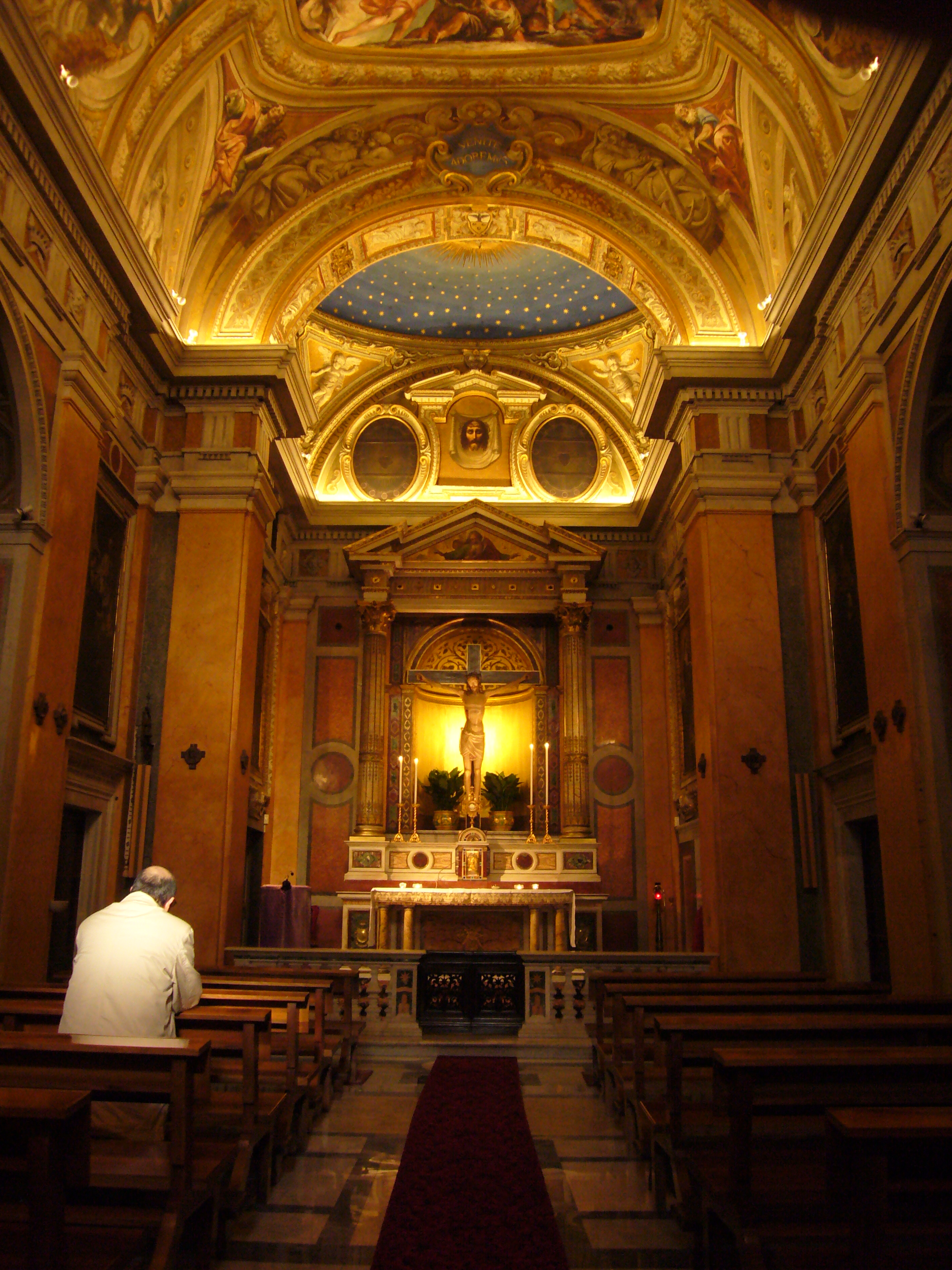
L'interno della chiesa

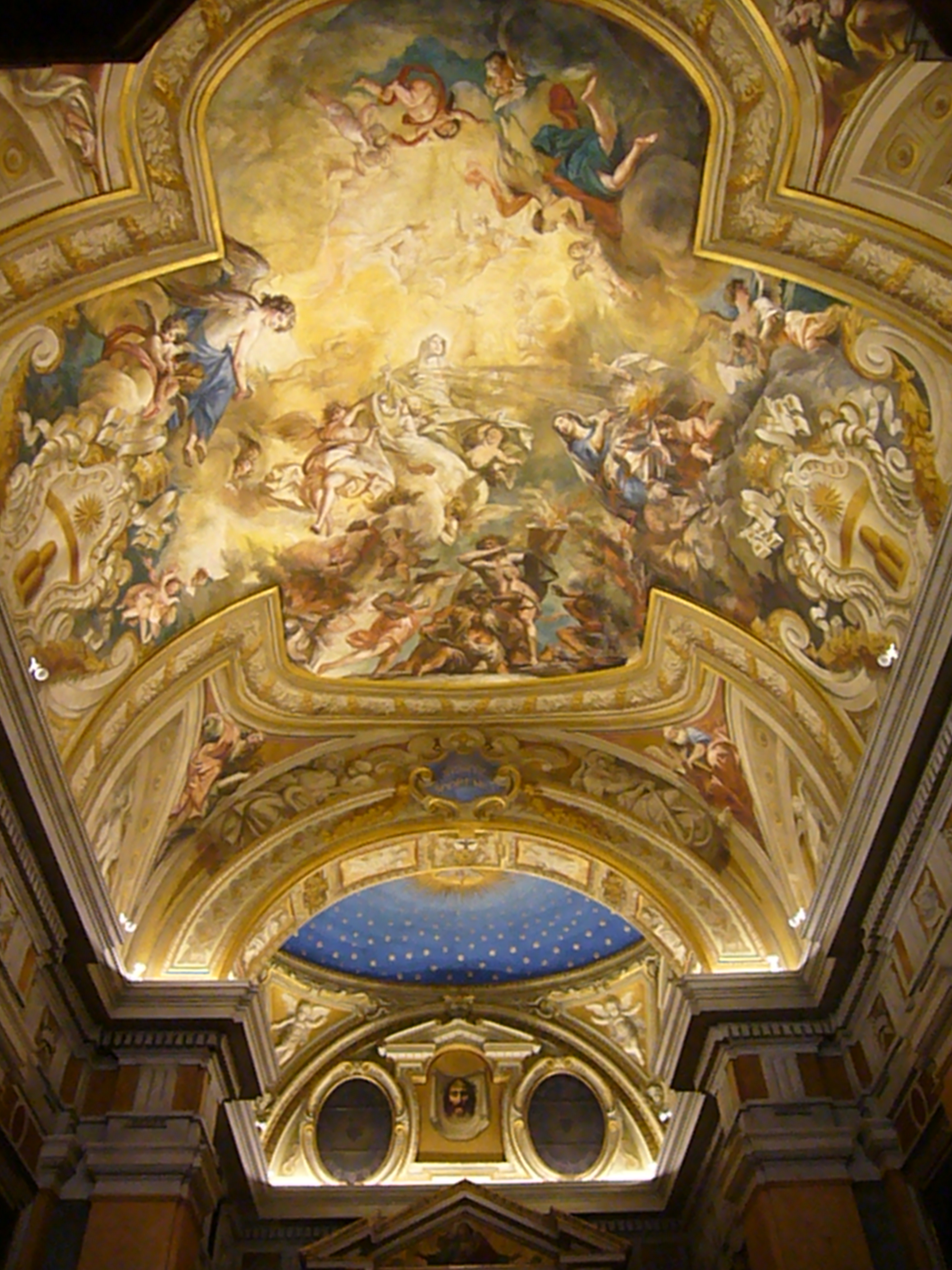
Santa Brigida, volta con la Gloria di santa Brigida di Biagio Puccini

La chiesa di Santa Brigida è un luogo di culto cattolico di Roma, nel rione Regola, che si affaccia su piazza Farnese.
Essa si trova inserita in un complesso edilizio che comprende la casa che santa Brigida e la figlia santa Caterina abitarono dal 1350 fino alla loro morte.

## Storia
Alla morte di santa Brigida nel 1373 la casa fu affidata al monastero svedese di Vadstena e amministrata da un rettore. La casa comprendeva anche una piccola cappella edificata sotto il papa Bonifacio IX, che fu dedicata a Brigida quando questa fu canonizzata nel 1391; annesso vi era un ospedale per i pellegrini svedesi.
Quando nel Cinquecento la Svezia abbracciò la fede luterana, venne meno il rapporto con il monastero di Vadstena; il complesso fu occupato da Olao Magno, arcivescovo di Uppsala in esilio. Nel 1557, papa Paolo IV affidò l'amministrazione del complesso alle Convertite di Santa Maddalena, fino al 1589, quando papa Sisto V donò la casa di santa Brigida a Sigismondo III Vasa, che era re di Polonia e re cattolico di Svezia. Contestualmente la chiesa fu posta sotto la protezione di un cardinale.
Nella prima metà del Seicento, sotto l'impulso dei cardinali protettori, fu operato un primo restauro della chiesa. L'edificio lo si deve ai lavori di ampliamento del primo Settecento, diretti da Pietro Giacomo Patriarca; la decorazione interna fu affidata a Biagio Puccini.
Nel frattempo la chiesa e il complesso annesso passò più volte di mano: dopo i re polacchi subentrarono i religiosi Brigidini, poi all'inizio dell'Ottocento il capitolo di Santa Maria in Trastevere, cui seguì la Congregazione di Santa Croce e sul finire del secolo le carmelitane di Madre Edwige Wielhorski, che tennero il complesso fino al 1931, quando papa Pio XI sancì la sua definitiva cessione alle suore Brigidine.
Ognuno di questi proprietari operarono interventi di restauro e ammodernamento sia della chiesa che degli ambienti legati alla memoria di santa Brigida. In particolare l'aspetto decorativo della chiesa si deve in gran parte agli interventi messi in opera dalle carmelitane alla fine dell'Ottocento ed affidati all'architetto Raffaele Ingami.
La chiesa di Santa Brigida è la chiesa nazionale degli svedesi.

## Descrizione
La facciata, iniziata nel 1705, è caratterizzata da due colonne laterali staccate dal piano di fondo e dalle statue di santa Brigida e santa Caterina di Andrea Fucigna. Il campanile è del 1894.
L'interno è a navata unica, con volta a botte, due altari laterali all'interno di nicchie, e presbiterio.
La volta, affrescata da Biagio Puccini tra il 1709 e il 1711, è dominata dalla Gloria di santa Brigida. Del medesimo Puccini sono le sei tele che decorano le pareti laterali con episodi della vita della santa titolare. Nella controfacciata è la cantoria lignea del 1705.
Nell'altare di destra è collocata una copia di fine Seicento della perduta opera Madonna col Bambino di Annibale Carracci. Nei pressi è il monumento funebre di Nils Bielke realizzato nel 1768 da Tommaso Righi su disegni di Pietro Camporese il Vecchio. Nell'altare di sinistra, vi è un dittico con Santa Brigida e santa Caterina, sormontato da un clipeo con San Giuseppe ed il Bambino; le opere, realizzate in stile medievale, sono di Eugenio Cisterna e vennero eseguite nel 1894. Dello stesso anno è il rifacimento dell'altare maggiore in marmi policromi.